# Skoki do wody na Igrzyskach Panamerykańskich 1955

Turniej skoków do wody w ramach Igrzysk w Meksyku 1955 

## Klasyfikacja medalowa
| Klasyfikacja medalowa | Klasyfikacja medalowa | Klasyfikacja medalowa | Klasyfikacja medalowa | Klasyfikacja medalowa | Klasyfikacja medalowa |
| Miejsce               | państwo               | Złoto                 | Srebro                | Brąz                  | Razem                 |
| --------------------- | --------------------- | --------------------- | --------------------- | --------------------- | --------------------- |
| 1                     | Stany Zjednoczone     | 2                     | 4                     | 3                     | 9                     |
| 2                     | Meksyk                | 2                     | 0                     | 1                     | 3                     |
| Razem                 | Razem                 | 4                     | 4                     | 4                     | 12                    |

## Medaliści
| Konkurencja    | 1. miejsce         | 2. miejsce        | 3. miejsce       |           |
| Mężczyźni      | Mężczyźni          | Mężczyźni         | Mężczyźni        | Mężczyźni |
| -------------- | ------------------ | ----------------- | ---------------- | --------- |
| Trampolina 3 m | Joaquín Capilla    | Arthur Coffey     | Bob Clotworthy   |           |
| Wieża 10 m     | Joaquín Capilla    | Bob Clotworthy    | Gary Tobian      |           |
| Kobiety        |                    |                   |                  |           |
| Trampolina 3 m | Patricia McCormick | Jeanne Stunyo     | Emily Houghton   |           |
| Wieża 10 m     | Patricia McCormick | Juno Stover-Irwin | Margarita Pesado |           |